# (6941) Dalgarno
(6941) Dalgarno (1976 YA) – planetoida z grupy pasa głównego asteroid okrążająca Słońce w ciągu 4,65 lat w średniej odległości 2,78 j.a. Odkryta 16 grudnia 1976 roku.